# Leuconeurospora
Leuconeurospora är ett släkte av svampar. Leuconeurospora ingår i familjen Pseudeurotiaceae, klassen Dothideomycetes, divisionen sporsäcksvampar och riket svampar.
|                 | Pleuroascus                                   |
|                 |                                               |
|                 | Pseudogymnoascus                              |
|                 |                                               |
|                 | Connersia                                     |
|                 |                                               |
|                 | Pseudeurotium                                 |
|                 |                                               |
|                 | Teberdinia                                    |
|                 |                                               |
| Leuconeurospora | \| \| Leuconeurospora pulcherrima \| \| \| \| |
|                 | \| \| Leuconeurospora pulcherrima \| \| \| \| |
|                 | Leuconeurospora pulcherrima                   |
|                 |                                               |

|  | Leuconeurospora pulcherrima |
|  |                             |